# 충청남도의 성 목록
다음은 충청남도에 있는 성들의 목록이다. 
| 성 이름      | 주소                                                  | 종류              | 둘레   | 축성 시기 | 비고                                     |
| ------------ | ----------------------------------------------------- | ----------------- | ------ | --------- | ---------------------------------------- |
| 양화산성     | 충청남도 공주시 계룡면 경천리                         | 테뫼식 토석혼축성 | 484m   | 백제      |                                          |
| 상성         | 충청남도 공주시 계룡면 상성리                         | 테뫼식 토성       | 110m   | 백제      |                                          |
| 중장리산성   | 충청남도 공주시 계룡면 중장리3구                      | 테뫼식 토성       | 600m   | 백제      |                                          |
| 봉곡산성     | 충청남도 공주시 반포면 봉곡리 국사봉                  | 석성              | 100m   |           |                                          |
| 송곡산성     | 충청남도 공주시 반포면 송곡리 성재                    | 테뫼식 석성       | 800m   | 백제      |                                          |
| 공산성       | 충청남도 공주시 산성동 2외                            | 포곡식 토성       | 2,660m | 백제      | 사적 2호. 후에 석축함                    |
| 신풍산성     | 충청남도 공주시 신풍면 산정리 산 70-22                | 테뫼식 토성       | 200m   |           |                                          |
| 옥녀봉성     | 충청남도 공주시 옥룡동                                | 테뫼식 토성       | 870m   | 백제      |                                          |
| 단지리산성   | 충청남도 공주시 우성면 단지리, 동대리                 | 테뫼식 토성       | 426m   | 백제      |                                          |
| 옥성리성     | 충청남도 공주시 우성면 옥성리 성미리마을              | 테뫼식 토성       |        | 백제      |                                          |
| 무성산성     | 충청남도 공주시 우성면 한천리 흥성산 1-1              | 석성              | 535m   |           |                                          |
| 한산성       | 충청남도 공주시 웅진동                                | 토성              | 105m   | 백제      |                                          |
| 수촌리성     | 충청남도 공주시 의당면 수촌리                         | 토성              | 400m   | 백제      |                                          |
| 율정리산성   | 충청남도 공주시 의당면 율정리 산24                    | 토성              | 40m    |           |                                          |
| 만수리산성   | 충청남도 공주시 이인면 만수리                         | 테뫼식 토석혼축성 | 300m   | 백제      |                                          |
| 용성         | 충청남도 공주시 이인면 용성리1구                      | 테뫼식 토성       | 340m   |           |                                          |
| 이인산성     | 충청남도 공주시 이인면 용성리2구                      | 석성              | 510m   | 백제      |                                          |
| 광정리산성   | 충청남도 공주시 정안면 광정리                         | 포곡식 석성       | 280m   | 백제      |                                          |
| 오인리산성   | 충청남도 공주시 정안면 상룡리                         | 석성              | 424m   |           |                                          |
| 자지성       | 충청남도 금산군 제원면 천내2리                        | 석성              |        |           |                                          |
| 묵산리산성   | 충청남도 금산군 진산면 묵산리                         | 석성              | 700m   | 백제      |                                          |
| 진산읍성     | 충청남도 금산군 진산면 읍내리산21                     | 석성              | 500m   | 백제      |                                          |
| 추정리산성   | 충청남도 금산군 추부면 추정리                         | 테뫼식 석성       | 545m   | 백제      |                                          |
| 불암산성     | 충청남도 논산시 성동면 개척리                         | 테뫼식 산성       | 700m   |           |                                          |
| 모촌리산성   | 충청남도 논산시 양촌면 모촌리                         | 테뫼식 토성       | 400m   | 백제      |                                          |
| 산직리산성   | 충청남도 논산시 양촌면 산직리                         | 테뫼식 석성       | 400m   | 백제      |                                          |
| 황산성       | 충청남도 논산시 연산면 관동리                         | 테뫼식 석성       | 870m   |           |                                          |
| 의성리산성   | 충청남도 논산시 연산면 청동리                         | 테뫼식 토성       | 400m   |           |                                          |
| 청동리산성   | 충청남도 논산시 연산면 청동리                         | 테뫼식 토성       | 461.5m | 백제      |                                          |
| 신흥리산성   | 충청남도 논산시 양촌면 신흥리                         | 테뫼식 토성       | 300m   | 백제      |                                          |
| 노성산성     | 충청남도 논산시 노성면 송당리                         | 테뫼식 산성       | 900m   |           | 사적 393호                               |
| 몽산성       | 충청남도 당진시 면천면 성상리 몽산                    | 포곡식 토석혼축성 | 400m   | 백제      |                                          |
| 성산리산성   | 충청남도 당진시 석문면 성사리 퇴성산                  | 테뫼식 토성       | 210m   | 백제      |                                          |
| 당산성       | 충청남도 당진시 순성면 본리                           | 테뫼식 석성       |        |           |                                          |
| 운정리산성   | 충청남도 당진시 신평면 운정리                         | 포곡식 토성       | 550m   | 백제      |                                          |
| 성동리산성   | 충청남도 당진시 합덕읍 성동리                         | 테뫼식 토성       | 473m   | 백제      |                                          |
| 소송리내송성 | 충청남도 보령시 남포면 소송리 내송                    | 토성              | 300m   | 백제      |                                          |
| 대봉산성     | 충청남도 보령시 남포면 제석리                         | 테뫼식 석성       | 400m   | 백제      |                                          |
| 삼곡리산성   | 충청남도 보령시 주산면 삼곡리                         | 토석혼축성        | 250m   | 백제      |                                          |
| 창암리성     | 충청남도 보령시 주산면 창암리 월현                    | 토성              | 180m   | 백제      |                                          |
| 황율리성     | 충청남도 보령시 주산면 황율리                         | 토성              | 300m   | 백제      |                                          |
| 고남산성     | 충청남도 보령시 주포면 봉당리 (고남동)                | 테뫼식 토성       | 400m   | 백제      |                                          |
| 아현산성     | 충청남도 보령시 주포면 연지리                         | 테뫼식 석성       | 360m   | 백제      |                                          |
| 진당산성     | 충청남도 보령시 청라면 장산리                         | 테뫼식 석성       | 890m   | 백제      |                                          |
| 구룡산성     | 충청남도 부여군 구룡면 구룡리                         | 테뫼식 토성       | 180m   | 백제      |                                          |
| 봉황산성     | 충청남도 부여군 구룡면 죽절리                         | 테뫼식 토성혼축성 | 360m   | 백제      |                                          |
| 반산성       | 충청남도 부여군 규암면 규암리 반산리                  | 토성              | 150m   | 백제      |                                          |
| 외리산성     | 충청남도 부여군 규암면 규암리 외리                    | 테뫼식 토성       | 200m   | 백제      |                                          |
| 증산성       | 충청남도 부여군 규암면 신성리 산 86                   | 석성              | 600m   | 백제      | 사적 156호                               |
| 부산성       | 충청남도 부여군 규암면 진변리                         | 테뫼식 토성       |        | 백제      |                                          |
| 울성산성     | 충청남도 부여군 규암면 진변리                         | 테뫼식 토성       | 350m   | 백제      |                                          |
| 청마산성     | 충청남도 부여군 부여읍 능산리, 용정리, 가탑리, 송곡리 | 포곡식 토석혼축성 | 3000m  | 백제      | 사적 34호                                |
| 금성산성     | 충청남도 부여군 부여읍 동남리, 가탑리, 쌍북리         | 테뫼식 토석혼축성 |        | 백제      |                                          |
| 부소산성     | 충청남도 부여군 부여읍 쌍북리, 구아리, 구교리, 관북리 | 복합식 토성       | 2200m  | 백제      | 사적 5호                                 |
| 부여나성     | 충청남도 부여군 부여읍 염창리 565                     | 토석혼축성        |        | 백제      | 사적 58호                                |
| 부장산성     | 충청남도 부여군 부여읍 정동리                         | 테뫼식 토성       | 250m   | 백제      |                                          |
| 석성산성     | 충청남도 부여군 석성면 현내리 83                      | 토석혼축성        | 1500m  | 백제      | 사적 89호                                |
| 토성산성     | 충청남도 부여군 세도면 화수리 토성산                  | 테뫼식 토성       |        | 백제      |                                          |
| 누르개산성   | 충청남도 부여군 양화면 송정리                         | 테뫼식 토성       |        | 백제      |                                          |
| 미녀봉산성   | 충청남도 부여군 은산면 가중리                         | 테뫼식 토성       | 180m   | 백제      |                                          |
| 사자봉산성   | 충청남도 부여군 은산면 신성리                         | 테뫼식 토성혼축성 | 360m   | 백제      |                                          |
| 이중산성     | 충청남도 부여군 은산면 은산리                         | 토성              | 250m   | 백제      | 내성 180m, 외성 250m                     |
| 학동산성     | 충청남도 부여군 임천면 구교리                         | 테뫼식 토성       | 150m   | 백제      |                                          |
| 성흥산성     | 충청남도 부여군 임천면 군사리 산 1-1                  | 토석혼축성        | 1200m  | 백제      | 사적 4호                                 |
| 북고리증산성 | 충청남도 부여군 장암면 북고리 산1                     | 테뫼식 토성       | 200m   | 백제      |                                          |
| 이목치산성   | 충청남도 부여군 장암면 석동리                         | 토성              | 200m   | 백제      |                                          |
| 점상리산성   | 충청남도 부여군 장암면 점상리                         | 테뫼식 토성       |        | 백제      |                                          |
| 시랭이산성   | 충청남도 부여군 장암면 화황리                         | 테뫼식 토성       |        | 백제      |                                          |
| 논치산성     | 충청남도 부여군 장평면 구룡리 논치리                  | 테뫼식 토성       | 250m   | 백제      |                                          |
| 북촌리산성   | 충청남도 부여군 학산면 북촌리                         | 테뫼식 토성       | 180m   | 백제      |                                          |
| 토정산성     | 충청남도 부여군 홍산면 토정리                         | 테뫼식 토성       | 120m   | 백제      |                                          |
| 고구산성     | 충청남도 서산시 고북면 신송리 봉화산                  | 석성              | 530m   | 백제      |                                          |
| 신송리산성   | 충청남도 서산시 고북면 신송리 봉화산                  | 석성              | 600m   | 백제      |                                          |
| 연암산성     | 충청남도 서산시 고북면 장요리                         | 포곡식 석성       | 3500m  | 백제      |                                          |
| 서방산성     | 충청남도 서산시 근흥면 두아리                         | 테뫼식 석성       | 370m   | 백제      |                                          |
| 북방산성     | 충청남도 서산시 근흥면 두야리 구수산                  | 석성              | 580m   | 백제      |                                          |
| 대미산성     | 충청남도 서산시 근흥면 수룡리                         | 테뫼식 석성       | 350m   | 백제      |                                          |
| 달산리성     | 충청남도 서산시 남면 달산리 테미재                    | 토성              | 210m   | 백제      |                                          |
| 양잠리성     | 충청남도 서산시 남면 양잠리                           | 테뫼식 토성       | 245m   | 백제      |                                          |
| 공림산성     | 충청남도 서산시 예천동, 인지면 풍전리                 | 테뫼식 토성       | 300m   | 백제      |                                          |
| 성왕산성     | 충청남도 서산시 온석동, 음암면 상흥리                 | 테뫼식 토석혼축성 | 540m   | 백제      |                                          |
| 북주산성     | 충청남도 서산시 읍내동                                | 사모봉형 석성     | 760m   | 백제      |                                          |
| 부성산성     | 충청남도 서산시 지곡면 산성리                         | 사모봉형 석성     | 490m   | 백제      |                                          |
| 금굴산성     | 충청남도 서산시 태안읍 삭선리 금굴산                  | 석성              | 320m   | 백제      |                                          |
| 진장리석성   | 충청남도 서산시 팔봉면 진장리2구 고성                 | 석성              | 560m   | 백제      |                                          |
| 해미읍성     | 충청남도 서산시 해미면 읍내리 16                      | 평지성            |        | 조선      |                                          |
| 반양리산성   | 충청남도 서산시 해미면 반양리                         | 석성              | 650m   | 백제      |                                          |
| 웅소리산성   | 충청남도 서산시 해미면 웅소성리                       | 테뫼식 토성       | 300m   | 백제      |                                          |
| 한성리산성   | 충청남도 서천군 마서면 한성리                         | 테뫼식 토성       | 320m   | 백제      |                                          |
| 지원리산성   | 충청남도 서천군 문산면 지원리 산5                     | 토성              | 180m   | 백제      |                                          |
| 월명산성     | 충청남도 서천군 비인면 성내리 월명산                  | 테뫼식 석성       | 250m   | 백제      |                                          |
| 성북리산성   | 충청남도 서천군 비인면 성북리 새터말                  | 테뫼식 토성       | 350m   | 백제      |                                          |
| 장포리산성   | 충청남도 서천군 비인면 장포리 포성대                  | 토성              | 350m   | 백제      |                                          |
| 남산성       | 충청남도 서천군 서천읍 남산리 산22-1외 4필            | 테뫼식 토성       | 660m   | 백제      | 후에 석축함                              |
| 둔덕리산성   | 충청남도 서천군 서천읍 둔덕리 테뫼산                  | 석성              | 375m   | 백제      |                                          |
| 산천리산성   | 충청남도 서천군 종천면 산천리                         | 토성              | 798m   | 백제      |                                          |
| 장구리산성   | 충청남도 서천군 종천면 장구리 테뫼산                  | 석성              | 400m   | 백제      |                                          |
| 만덕리산성   | 충청남도 서천군 판교면 만덕리 와치마을                | 테뫼식 석성       | 300m   | 백제      |                                          |
| 건지산성     | 충청남도 서천군 한산면 지현리, 호암리                 | 복합식 석성       | 1300m  | 백제      |                                          |
| 기산산성     | 충청남도 아산시 기산동                                | 토성              | 350m   | 백제      |                                          |
| 배방산성     | 충청남도 아산시 배방읍 신흥리                         | 석성              | 1500m  | 백제      |                                          |
| 군덕리산성   | 충청남도 아산시 선장면 군덕리                         | 토성              | 650m   | 백제      |                                          |
| 학성산성     | 충청남도 아산시 신창면 읍내리                         | 포곡식 석성       | 500m   | 백제      |                                          |
| 백암리산성   | 충청남도 아산시 염치면 백암리                         | 테뫼식 토석혼축성 | 400m   | 백제      |                                          |
| 성내리산성   | 충청남도 아산시 영인면 성내리                         | 석성              | 400m   | 백제      |                                          |
| 영인산성     | 충청남도 아산시 영인면 아산리                         | 테뫼식 석성       | 1000m  | 백제      |                                          |
| 수한산성     | 충청남도 아산시 음봉면 송촌리                         | 테뫼식 석성       | 650m   | 백제      |                                          |
| 천덕산성     | 충청남도 아산시 탕정면 호산리                         | 테뫼식 석성       | 270m   | 백제      |                                          |
| 금후산성     | 충청남도 예산군 고덕면 대천리                         | 테뫼식 토성       | 380m   | 백제      |                                          |
| 상장리성     | 충청남도 예산군 고덕면 상장리 개자시                  | 토성              | 400m   | 백제      |                                          |
| 상중리성     | 충청남도 예산군 대흥면 상중리                         | 테뫼식 석성       | 300m   | 백제      |                                          |
| 임존성       | 충청남도 예산군 대흥면 상중리 산8                     | 테뫼식 석성       | 2450m  | 백제      | 사적 90호                                |
| 사동리산성   | 충청남도 예산군 덕산면 사동리                         | 석성              | 990m   | 백제      |                                          |
| 대천태산성   | 충청남도 예산군 봉산면 시동리                         | 석성              | 840m   | 백제      |                                          |
| 소천태산성   | 충청남도 예산군 봉산면 시동리 바깥테미                | 테뫼식 토석혼축성 | 250m   | 백제      |                                          |
| 예산산성     | 충청남도 예산군 예산읍 산성리                         | 토석혼축성        |        | 백제      |                                          |
| 신속리성     | 충청남도 예산군 태흥면 신속리 백월산                  | 협축식 토성       |        | 백제      |                                          |
| 구룡리산성   | 충청남도 천안시 동남구 구룡동, 풍세면 두남리          | 테뫼식 토성       | 200m   | 백제      |                                          |
| 광덕산성     | 충청남도 천안시 동남구 동면 광덕리                    | 테뫼식 석성       | 300m   | 백제      |                                          |
| 서리산성     | 충청남도 천안시 동남구 동면 수남리                    | 테뫼식 석성       | 450m   | 백제      |                                          |
| 하장성       | 충청남도 천안시 동남구 동면 장송리                    | 편축식 토성       |        | 백제      |                                          |
| 화계리산성   | 충청남도 천안시 동남구 동면 화계리                    | 테뫼식 토성       | 600m   | 백제      |                                          |
| 목천성       | 충청남도 천안시 동남구 목천읍 남화리                  | 토성              | 200m   | 백제      |                                          |
| 백석동성     | 충청남도 천안시 서북구 백석동                         | 토성              | 260m   | 백제      |                                          |
| 동성산성     | 충청남도 천안시 동남구 병천면 도원리                  | 테뫼식 토석혼축성 | 500m   | 백제      |                                          |
| 위례산성     | 충청남도 천안시 동남구 북면 운용리                    | 토석혼축성        | 800m   | 백제      |                                          |
| 월봉산성     | 충청남도 천안시 서북구 불당동                         | 테뫼식 토성       | 260m   | 백제      |                                          |
| 성거산성     | 충청남도 천안시 서북구 성거읍 천흥리                  |                   |        | 백제      | 문화재자료 263호. 현재 군기지로 사용 중. |
| 세성산성     | 충청남도 천안시 동남구 성남면 화성리                  | 테뫼식 석성       | 280m   | 백제      |                                          |
| 일봉산성     | 충청남도 천안시 동남구 용곡동                         | 마안형 토성       | 300m   | 백제      |                                          |
| 성산산성     | 충청남도 천안시 서북구 직산읍 관서리                  | 토성              | 600m   | 백제      |                                          |
| 사산성       | 충청남도 천안시 서북구 직산읍 군동리                  | 복합식 토석혼축성 | 1,405m | 백제      |                                          |
| 청당동산성   | 충청남도 천안시 동남구 청당동                         | 테뫼식 석성       | 350m   | 백제      |                                          |
| 두남리산성   | 충청남도 천안시 동남구 풍세면 두남리                  | 테뫼식 석성       | 200m   | 백제      |                                          |
| 태봉산성     | 충청남도 청양군 목면 신흥리 태봉                      | 테뫼식 토성       | 200m   | 백제      |                                          |
| 방한리산성   | 충청남도 청양군 비봉면 방한리                         | 테뫼식 토성       |        | 백제      |                                          |
| 별초막토성   | 충청남도 청양군 정산면 덕성리1구                      | 테뫼식 토성       | 250m   | 백제      |                                          |
| 계봉산성     | 충청남도 청양군 정산면 백곡리                         | 석성              | 560m   | 백제      |                                          |
| 백곡리산성   | 충청남도 청양군 정산면 백곡리                         | 마안형 토성       | 400m   | 백제      |                                          |
| 군량리토성   | 충청남도 청양군 청양읍 군량리 고군량                  | 테뫼식 토성       |        | 백제      |                                          |
| 우산성       | 충청남도 청양군 청양읍 읍내리                         | 포곡식 석성       | 1,081m | 백제      |                                          |
| 테뫼산성     | 충청남도 청양군 청양읍 적루리                         | 테뫼식 토석혼축성 | 600m   | 백제      |                                          |
| 제미재토성   | 충청남도 청양군 청양읍 적루리 제미재                  | 마안형 토성       | 350m   | 백제      |                                          |
| 갓골토성     | 충청남도 청양군 청양읍 정좌리1구                      | 토석혼축성        |        | 백제      |                                          |
| 백화산성     | 충청남도 태안군 태안읍 동문리                         | 석성              | 619m   | 고려      | 봉수대가 있던 곳임                       |
| 신금성       | 충청남도 홍성군 결성면 금곡리773 원금곡               | 토성              | 535m   | 백제      |                                          |
| 홍주읍성     | 충청남도 홍성군 홍성읍                                | 석성              | 1172m  | 조선      |                                          |
| 석성산성     | 충청남도 홍성군 장곡면 산성리                         | 포곡식 석성       | 1352m  | 백제      |                                          |
| 학성산성     | 충청남도 홍성군 장곡면 산성리 산 24-1                 | 포곡식 석성       | 1,174m | 백제      |                                          |
| 태봉산성     | 충청남도 홍성군 장곡면 천태리                         | 테뫼식 석성       | 187m   | 백제      |                                          |
| 소구니산성   | 충청남도 홍성군 장곡면 행정리                         | 포곡식 석성       |        | 백제      |                                          |